# Ada Blackjack
Ada Blackjack (née Ada Deletuk le 10 mai 1898 à Solomon et morte le 29 mai 1983 à Palmer) est une Iñupiat connue pour sa participation à l'expédition sur l'île Wrangel organisée par Vilhjalmur Stefansson en 1921 et dont elle est la seule survivante.

## Biographie
Ada Deletuk nait en 1898 à Solomon, en Alaska. Son père meurt lorsqu'elle a 8 ans et sa mère l'envoie à Nome auprès des missionnaires qui lui apprennent l'anglais, la couture et la cuisine.
Elle se marie à 16 ans avec Jack Blackjack, chasseur et musher avec qui elle a trois enfants (dont deux morts en bas âge), avant de divorcer avant l'âge de 22 ans. Elle retourne chez sa mère à pied à Nome avec leur fils Benett. Il est atteint de tuberculose et Ada Blackjack, faute d'argent, doit le faire entrer à l'orphelinat. 
À la recherche de ressources pour pouvoir prendre en charge son fils, le 9 septembre 1921, elle quitte Nome en rejoignant comme couturière et cuisinière l'expédition organisée par Vilhjalmur Stefansson sur l'île Wrangel, ce dernier envisageant une colonisation à grande échelle des territoires du Nord pour la Couronne britannique. Quatre autres explorateurs (Frédéric Maurer, Lorne Knight, Milton Galle et le chef d'expédition Allan Crawford, étudiant en géologie et en paléontologie) forment le groupe.  

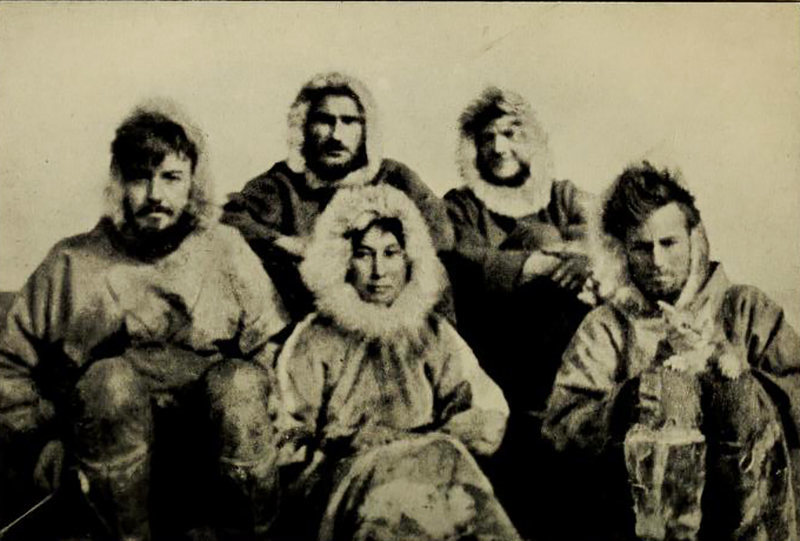
Les membres de l'expédition de l'île Wrangel en 1921.

Après plusieurs mois isolés sur l'île, le bois flotté permettant les feux est épuisé et les vivres commencent à manquer car Stefansson peine à réunir les fonds pour affréter  un bateau qui doit venir l'été suivant pour ravitaillement et relève. Finalement, l'explorateur parvient à envoyer un bateau en septembre mais les glaces l'empêchent d'approcher. Le gibier se faisant rare (les parcours des ours, phoques et renards changent d'une année sur l'autre selon leurs territoires d'approvisionnement), Crawford, Maurer et Galle partent sur la banquise à la recherche de secours fin janvier 1923. Ada Blackjack reste auprès de Knight, alité et atteint du scorbut. Elle apprend la chasse et les modes de survie. Knight meurt le 22 juin 1923 et elle reste seule durant deux mois de plus avant d'être secourue le 20 août 1923 par un bateau envoyé par Stefansson à la recherche des explorateurs dont on est sans nouvelles depuis deux ans. Les trois autres membres de l'expédition n'ont jamais été retrouvés.

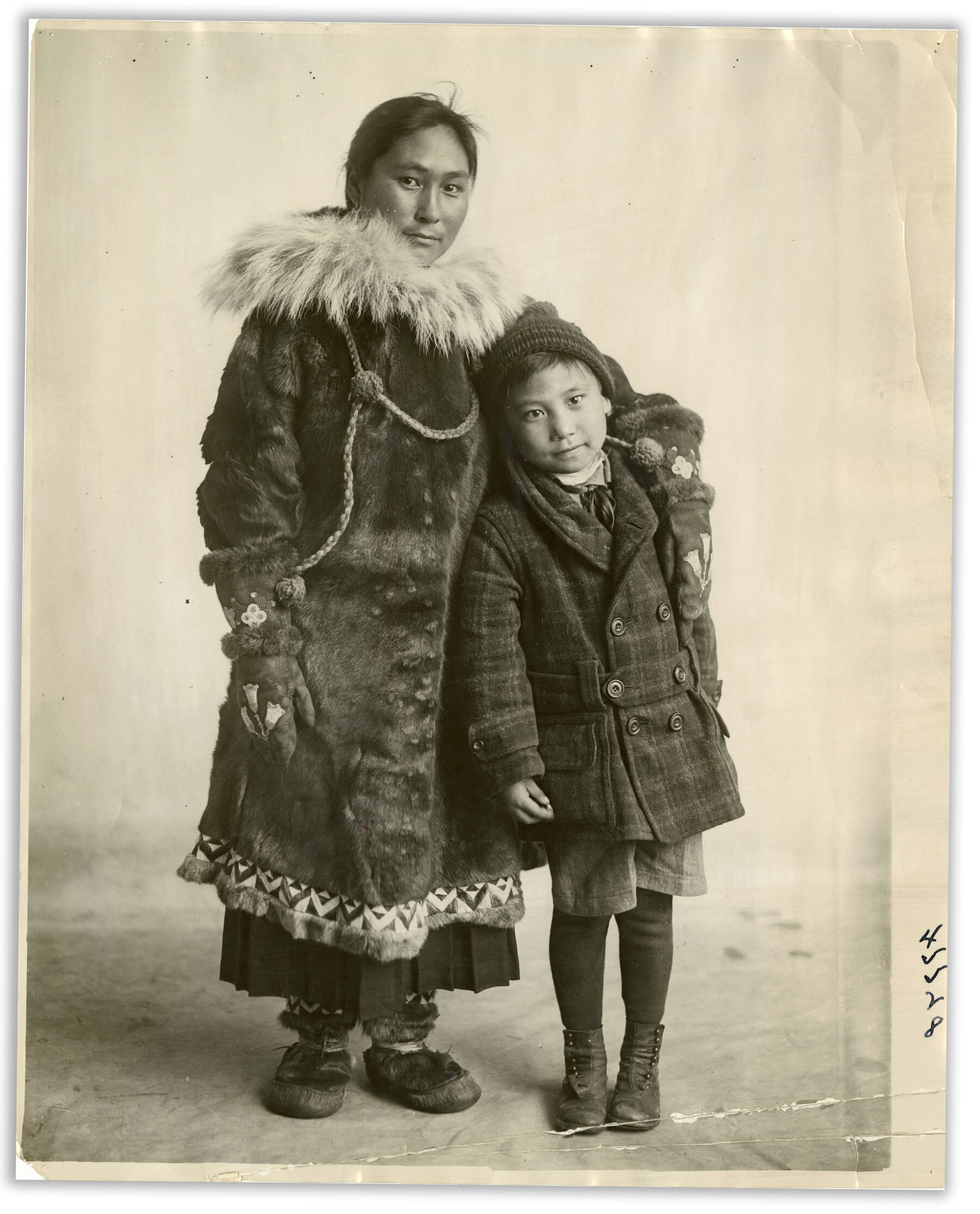
Ada Blackjack avec son fils Bennett, 1923

À son retour, Ada Blackjack reçoit le surnom de Robinson Crusoé féminine dans les médias. Sa paie lui permet d'emmener son fils dans un hôpital de Seattle pour le faire soigner de sa tuberculose.
Elle meurt le 29 mai 1983 dans sa maison de retraite de Palmer en Alaska à l'âge de 85 ans et est enterrée à l'Anchorage Memorial Park Cemetery, à Anchorage,.

## Archives
Le journal rédigé par Ada Blackjack lors de son séjour sur l'île Wrangel est conservé aux archives de la bibliothèque du Dartmouth College, à Hanover. Numérisé, il est accessible en ligne accompagné de sa transcription. 

## Dans la culture populaire

### Filmographie
- Ada Blackjack Rising,  réalisation Brice Habeger, court métrage, 6 min (2020)[14],[15].
- Ada, réalisation Dane Winn, court métrage, 11 min  (2019)[16].

### Bande dessinée
- (en) Katrina M Phillips (ill. David Shephard), The Disastrous Wrangel Island Expedition, Capstone Press, coll. « Deadly Expeditions », 2022, 32 p. (ISBN 978-1663958914).
- Luke Healy (trad. Basille Béguerie), No limit, Casterman, coll. « Romans graphiques », 2023, 196 p. (EAN 9782203231832, lire en ligne).
- Patrick Baud (scénariste), Axolot, t. 6, Delcourt, 2023 (ISBN 9782413080190, présentation en ligne).

### Radio
- Ada Blackjack, la Robinson de l'Arctique (0h47), France Inter, coll. « Naufragés, une histoire vraie », 2024 (lire en ligne [audio])